# Aou (trigramme)
Cette page contient des caractères spéciaux ou non latins. S’ils s’affichent mal (▯, ?, etc.), consultez la page d’aide Unicode.
Pour les articles homonymes, voir AOU.
Aou (minuscule aou) est un trigramme de l'alphabet latin composé d'un A, d'un O et d'un U.

## Linguistique
- En français, le trigramme ‹ aou › représente le son [u] dans les mots aout et saouler – qu'il est également correct d'écrire soûler ou souler.

## Représentation informatique
Il n'existe aucun encodage de ‹ aou › sous la forme d'un seul signe. Il est toujours réalisé en accolant un A, un O et un U.